# Gautier de Coincy
Gautier de Coincy (1177 – 1236) è stato un abate, poeta e arrangiatore francese, noto soprattutto per la sua devozione alla Vergine Maria.
Mentre svolgeva la mansione di priore a Vic-sur-Aisne, scrive Les Miracles de Nostre-Dame (nota in italiano come I miracoli della Madonna o I miracoli di Nostra Signora) in cui compone poesie in lode alla Vergine Maria attingendo alle melodie e alle canzoni popolari del suo tempo. È un'opera reverenziale ma umoristica, piena d'amore per il culto della Vergine Maria, che a quel tempo riceve inoltre attenzione da parte di San Bernardo di Chiaravalle, il sostenitore medievale principale della venerazione della Vergine come contrappeso al più rigoroso scolasticismo cristiano, che allora era la forza spirituale dominante.
A differenza dei tomi più oscuri di Clairvaux, il libro di de Coincy (mentre condivide molti degli stessi fondamenti ideologici) tende più verso l'indulgenza o la sensibilità. Molte sue canzoni scritte venivano adattate alle ballate popolari allora in voga nella corte reale, o prendevano in prestito motivi di canzoni rustiche romantiche o pastorali. I miracoli di Nostra Signora è uno dei lavori più popolari della letteratura mariana del periodo e incapsula un insieme molto particolare di valori cristiani, che vedono nella Vergine Maria l'aspetto più umano e benevolente della redenzione, intercessione e misericordia. Molte delle canzoni hanno a che fare con gli elementi chiave della vita terrena della Vergine - la sua concezione, la sua nascita, la sua infanzia, la sua giovinezza nel Tempio, gli eventi registrati nei vangeli biblici e la sua dormizione; le poesie e storie sono in genere più attinenti ai miracoli [della Vergine] contemporanei.
Sul tema dell'interazione della Vergine con la fede contemporanea, uno storico moderno descrive la visione di Maria da parte di de Coincy così: -
In molti modi, de Coincy rifiuta la severa moralità paolina che più tardi verrà a caratterizzare le demonizzazioni del Cristianesimo, specialmente il cattolicesimo e il protestantesimo della controriforma, la quale impone un grande sforzo per quel che riguarda l'abnegazione e la rinuncia. Nel loro immediato contesto, le poesie sono scritte per compiacere la congregazione propria di de Coincy, presentando una forma più mite di cristianesimo, in reazione all'atteggiamento intransigente del vicino capitolo della cattedrale di Beauvais, che aveva messo in scena varie rappresentazioni teatrali in cui venivano satireggiate selvaggemente le occupazioni secolari in quanto intrinsecamente sbagliate e recanti danno a quelle da dedicare alla vita spirituale. Questo forse spiega perché de Coincy sceglie di esprimere la sua propria visione mariana più liberale attraverso lo stesso sfruttamento delle forme secolari di rappresentazione - in questo caso, poesia e musica.
Molta della musica di de Coincy è ancora tuttora eseguita e registrata, ultimamente dal The Harp Consort.

## Registrazioni delle opere di Gautier de Coincy
- The Harp Consort, Andrew Lawrence-King, direttore: Miracles of Notre-Dame (Harmonia Mundi U.S.A.)